# Меллор, Нил
Нил Эндрю Меллор (англ. Neil Andrew Mellor; род. 4 ноября 1982 в Шеффилде) — английский футболист, нападающий. Выступал за «Ливерпуль», «Вест Хэм Юнайтед» и «Уиган Атлетик».

## Карьера
Нил Меллор является сыном экс-игрока «Манчестер Сити» Иана Меллора. Нил начинал свою карьеру в молодёжных командах «Ливерпуля» и в сезоне 2000/2001 годов дошёл вместе с «красными» до полуфинала Молодёжного Кубка Англии, забив по ходу турнира 8 мячей в четырёх встречах. Он также часто выступал за резервы клуба и заслужил от партнёров прозвище «Герд» за то, что отличался высокой результативностью, которой в своё время славился легендарный форвард сборной Германии Герд Мюллер.
Несмотря на то, что в предсезонных матчах в 2003 году он дважды отличился за первую команду клуба, Жерар Улье решил отправить его в аренду в «Вест Хэм Юнайтед», однако полученная им травма, а также тренерская чехарда в лондонском клубе так и не позволили ему заиграть там в полную силу. Нил вернулся в «Ливерпуль», но перед началом сезона 2004/2005 годов вновь получил травму. Он смог достаточно быстро оправиться от неё и принял участие в матче на Кубок Лиги против «Миллуолла», а затем и против «Мидлсбро», в ворота которого Меллор забил два мяча. В ноябре он вышел в стартовом составе на матч против «Монако» в рамках розыгрыша Лиги чемпионов.
На 28 ноября 2004 года пришёлся его звёздный час — в матче между «Ливерпулем» и «Арсеналом» на Энфилде Меллор на 90-й минуте встречи потрясающим ударом с 27 метров поразил ворота гостей и принёс своему клубу победу со счётом 2:1. Спустя ещё 10 дней Нил навсегда вписал своё имя в историю клуба. В последнем матче группового этапа Лиги чемпионов против «Олимпиакоса» «Ливерпулю» было необходимо одерживать победу с разницей в два мяча, но ещё в первом тайме Ривалдо ударом со штрафного вывел греческий клуб вперёд. В начале второго тайма вышедший на замену Флоран Синама-Поньоль сравнял счёт, а на 80-й минуте на поле появился Нил Меллор. Ему понадобилось всего две минуты, чтобы забить гол, который подарил «Ливерпулю» шанс на удачный исход встречи. На последних минутах того матча Стивен Джеррард забил третий мяч команды. «Красные» выиграли со счётом 3:1 и, таким образом, вышли в плей-офф. А по итогам кампании выиграли кубок чемпионов в 5-й раз в своей истории. К несчастью, Меллор вскоре после матча с «Олимпиакосом» получил травму и в играх плей-офф участия не принял.
В январе 2006 года Меллор был арендован «Уиганом» до конца сезона и в своём дебютном матче принёс клубу победу над «Мидлсбро» в добавленное время. Однако он пропустил из-за травмы финал Кубка Лиги против «Манчестер Юнайтед» и вскоре вернулся в «Ливерпуль».
30 августа 2006 года Нил перешёл в «Престон Норт Энд», но из-за частых травм играл за команду не слишком часто.
9 мая 2012 стало известно о досрочном завершении карьеры игрока. В декабре 2011 года получил тяжёлую травму колена в поединке своего нынешнего клуба против МК Донс. Повреждение оказалось столь серьезным, что о продолжении карьеры речь не идет. «Я собираюсь оставаться на связи с Грэмом Уэстли (менеджером Престона) на тот случай, если вдруг я наткнусь на какое-нибудь волшебное средство. Но если реально смотреть на вещи, то это конец моей карьеры», — цитирует Меллора официальный сайт Престон Норт Энд.